# Canyelles
Canyelles – stacja metra w Barcelonie, na linii 3. Stacja została otwarta w 2001.